# ديارال حيدرة (شبام)
'

تعديل مصدري - تعديل

ديارال حيدرة هي إحدى قرى عزلة شبام بمديرية شبام التابعة لمحافظة حضرموت، بلغ تعداد سكانها 13 نسمة حسب تعداد اليمن لعام 2004.